# 協和城 (密西西比州)
協和城（英語：Concordia）是美国密西西比州玻利瓦尔縣近密西西比河的一個鬼鎮，位於甘尼森以北約2.5英里（4.0），距離1號密西西比州州道約1英里（1.6）。

## 歷史
協和城是玻利瓦尔县內历史悠久的社区之一。位於協和城南部的協和城坟场（Concordia Cemetery）在1848年啓用，並成为当地一场历史性的瘟疫的见证。協和城循道教堂（Concordia Methodist Church）亦位於協和城。
協和城於1866年正式建立，範圍涵蓋位於其北部的卡森着陸點（Carson's Landing）。
協和城人口在1879年約有250人，而黄热病疫症则使当地人口死去一半，該鎮也因而被隔離了一段時間。
當經過協和城以東3英里（4.8）處的路易斯維爾、新奧爾良及德克薩斯城鐵路於1889年建成時，很多居民因而離開協和城，並遷居至鄰近的铁路镇甘尼森。
1939年，密西西比河河道改道，使協和城變得更為孤立。密西西比河曾流經協和城曲流（Concordia Bend），而當時協和城位於密西西比河東岸。在改道工程之下，密西西比河的主河道西移了約5英里（8.0），並形成了名為「舊河湖」（Old River Lake）的河迹湖，以及70號島（Island No. 70）和71號島（Island No. 71）。
協和城以西一帶近密西西比河的6,200英畝（2,500公頃）大的土地現時由協和城槍桿子俱樂部（Concordia Rod & Gun Club）使用。